# Jaguar R1
A Jaguar R1 (eredeti nevén Stewart SF4) egy Formula–1-es versenyautó, amelyet a Jaguar csapat tervezett és versenyeztetett a 2000-es Formula–1 világbajnokság során. Pilótái Eddie Irvine és Johnny Herbert voltak, illetve az előbbit egy versenyen helyettesítő Luciano Burti.

## Áttekintés
Ez volt a Jaguar első autója a sportágban, miután a Ford felvásárolta a Stewart csapatot, hogy gyári istállót csináljon belőle. A kasztnit a brit versenyzöldre festették, és rákerült a motorborításra a Jaguar ikonikus logója is. Nem festették az egész autót sötétzöldre, mert félő volt, hogy a tévéközvetítésekben nem látszanak majd rendesen. A szponzorok nagyrészt megegyeztek a Stewart autóin látottakkal.
Az elvárásokhoz képest (különösen az előző idény sikereihez mérten) kiábrándító volt a szezon, az autó nagyon gyenge volt, és csak Irvine alkalmankénti felvillanásainak köszönhetően szereztek összesen négy pontot az egész évben. Az osztrák nagydíjat ki is kellett hagynia vakbélgyulladás miatt, a helyére ugrott be Burti.
Ez volt az utolsó Formula–1-es autó, amit Johnny Herbert a visszavonulása előtt vezetett. A legutolsó versenyen, Malajziában, eltörött a felfüggesztése és emiatt hatalmas balesetet szenvedett, de szerencsére kisebb sérülésekkel megúszta.

## Eredmények
| Év   | Csapat        | Motor         | Gumik | Pilóták        | 1   | 2   | 3   | 4   | 5   | 6   | 7   | 8   | 9   | 10  | 11  | 12  | 13  | 14  | 15  | 16  | 17  | Pontok | Helyezés |
| ---- | ------------- | ------------- | ----- | -------------- | --- | --- | --- | --- | --- | --- | --- | --- | --- | --- | --- | --- | --- | --- | --- | --- | --- | ------ | -------- |
| 2000 | Jaguar Racing | Cosworth CR-2 | B     |                | AUS | BRA | SMR | GBR | ESP | EUR | MON | CAN | FRA | AUT | GER | HUN | BEL | ITA | USA | JPN | MAL | 4      | 9.       |
| 2000 | Jaguar Racing | Cosworth CR-2 | B     | Eddie Irvine   | KI  | KI  | 7   | 13  | 11  | KI  | 4   | 13  | 13  | VL  | 10  | 8   | 10  | KI  | 7   | 8   | 6   | 4      | 9.       |
| 2000 | Jaguar Racing | Cosworth CR-2 | B     | Luciano Burti  |     |     |     |     |     |     |     |     |     | 11  |     |     |     |     |     |     |     | 4      | 9.       |
| 2000 | Jaguar Racing | Cosworth CR-2 | B     | Johnny Herbert | KI  | KI  | 10  | 12  | 13  | 11  | 9   | KI  | KI  | 7   | KI  | KI  | 8   | KI  | 11  | 7   | KI  | 4      | 9.       |

† - Nem fejezte be a futamot, de rangsorolták, miután teljesítette a versenytáv 90 százalékát.

## Forráshivatkozások
1. ↑  Jaguar Daimler Heritage Trust (brit angol nyelven). www.jaguarheritage.com. (Hozzáférés: 2024. november 20.)
2. ↑  Jaguar R1 • STATS F1. www.statsf1.com. (Hozzáférés: 2024. november 20.)
3. ↑  https://www.crash.net/f1/news/34974/1/teething-troubles-for-jaguar